# Where in the World is Carmen Sandiego?
Where in the World is Carmen Sandiego? ist ein Computerspiel des US-amerikanischen Entwicklers Brøderbund aus dem Jahr 1985. Das auf Geografie fokussierte Detektivspiel war das erfolgreichste Lernspiel seiner Zeit und brachte eine Fülle von Nachfolgespielen und Ablegern hervor.

## Handlung
Der Spieler übernimmt die Rolle eines neu eingestellten Ermittlers der fiktiven Detektei ACME. Diese hat die ehemalige Doppel- und Dreifachagentin Carmen Sandiego im Fokus, die mittlerweile eine kriminelle Organisation namens „V.I.L.E.“ (von englisch vile wie niederträchtig oder abscheulich) leitet, die aus zehn Kriminellen (fünf Frauen und fünf Männern) und Sandiego selbst besteht. V.I.L.E. begeht weltweit Diebstähle von wertvollen Artefakten. Der Spieler muss die Spur der jeweiligen Diebe aufnehmen, sie um die Welt verfolgen und verhaften. Die Diebe können sich in jeweils einer der folgenden 30 Städte aufhalten:
- Afrika
  - Kairo, Ägypten
  - Moroni, Komoren
  - Bamako, Mali
  - Kigali, Ruanda
- Amerika
  - Buenos Aires, Argentinien
  - Rio de Janeiro, Brasilien
  - Montreal, Kanada
  - Mexiko-Stadt, Mexiko
  - Lima, Peru
  - New York, Vereinigte Staaten
- Asien
  - Peking, China
  - Neu-Delhi, Indien
  - Baghdad, Irak
  - Tokio, Japan
  - Kathmandu, Nepal
  - Singapur, Singapur
  - Colombo, Sri-Lanka
  - Bangkok, Thailand
  - Istanbul, Türkei
- Australien und Ozeanien
  - Sydney, Australien
  - Port Moresby, Papua-Neuguinea
- Europa
  - Paris, Frankreich
  - Athen, Griechenland
  - Reykjavik, Island
  - Rom, Italien
  - Oslo, Norwegen
  - San Marino, San Marino
  - Moskau, Sowjetunion
  - Budapest, Ungarn
  - London, Vereinigtes Königreich

## Spielprinzip und Technik
Zu Beginn eines Falles erfährt der Spieler den Tatort (eine von 30 Hauptstädten) und das gestohlene Artefakt. Er muss die Spur des Täters aufnehmen und ihn innerhalb eines Zeitlimits identifizieren und aufspüren. In der Stadt, in der sich der Tatort befindet, kann der Spieler an drei Orten Erkundigungen über den nächsten Aufenthaltsort des flüchtigen Täters einziehen. Im Rahmen der Erkundigungen geben Augenzeugen oder Informanten Hinweise auf den gesuchten Ort in Form von Angaben zu dessen geographischer Lage, kulturellen Eigenarten, Geschichte etc. Berichtet ein Zeuge beispielsweise, dass der Täter sich über den Eiffelturm erkundigt hat, muss der Spieler daraus schließen, dass das nächste Ziel des Täters Paris war. Dem Spieler stehen pro Ort drei Flugverbindungen zur Verfügung, und er muss dem Täter so lange zu den richtigen Orten nachreisen, bis er ihn stellen kann. Reist der Spieler zum richtigen Ort, wird durch kleinere Animationen angedeutet, dass er auf der richtigen Fährte ist. Reist der Spieler zum falschen Ort, stellt er fest, dass er mit seinen Ermittlungen dort feststeckt, und muss umkehren. Ermittlungen und Flugreisen kosten Zeit, so dass zu viele Reisen zu falschen Zielen den aktuellen Fall unlösbar machen. Zusätzlich zum richtigen Ort müssen durch Zeugenaussagen über Aussehen oder Interessen des Täters kombiniert werden, so dass mittels des „Interpol Crime Computers“ ein Haftbefehl für den richtigen Täter ausgestellt werden kann. Hat der Spieler mehrere Fälle gelöst, wird er nach dem Lösen einer Geographiefrage befördert und darf sich an schwerere Fälle wagen, so dass sich eine ansteigende Schwierigkeitskurve ergibt. Der zehnte und letzte Täter ist immer Carmen Sandiego; nach ihrer Verhaftung setzt sich der Spieler zur Ruhe und bekommt einen Eintrag in der spielinternen Ruhmeshalle. Das Spiel richtet sich in Anspruch und Aufmachung primär an 11- bis 15-Jährige.
Der Bildschirm des Spiels ist unterteilt in vier Fenster. Ein kleines Fenster zeigt den aktuellen Ort, den Wochentag und die Uhrzeit an. Darunter nimmt ein Bild der aktuellen Lokalität fast die gesamte linke Hälfte des Bildschirms ein. Dieses Bild wird temporär von der Auswahl der Erkundungspunkte innerhalb einer Stadt überlagert. In der rechten Hälfte befinden sich ein größeres Fenster für eine Beschreibung des aktuellen Ortes (das gelegentlich von animierten Darstellungen der Täter überlagert wird) und ein kleineres für die Auswahl der aktuell zur Verfügung stehenden Aktionen. Die 1988 erschienene Version für das Sega Master System hatte ein komplett anderes Interface: Der Spieler steuerte mittels Gamepad eine Spielfigur zu Häusern einer Stadt, die die unterschiedlichen Menüpunkte der ursprünglichen Versionen repräsentierten. Diese Version des Spiels, die zusätzlich kleinere Action-Einlagen enthält, wurde nicht von Brøderbund, sondern von Parker Brothers vertrieben.
Als digitales Lernspiel verfolgt Where in the World is Carmen Sandiego? einen nicht-behavioristischen Ansatz.

## Entwicklungs- und Veröffentlichungsgeschichte

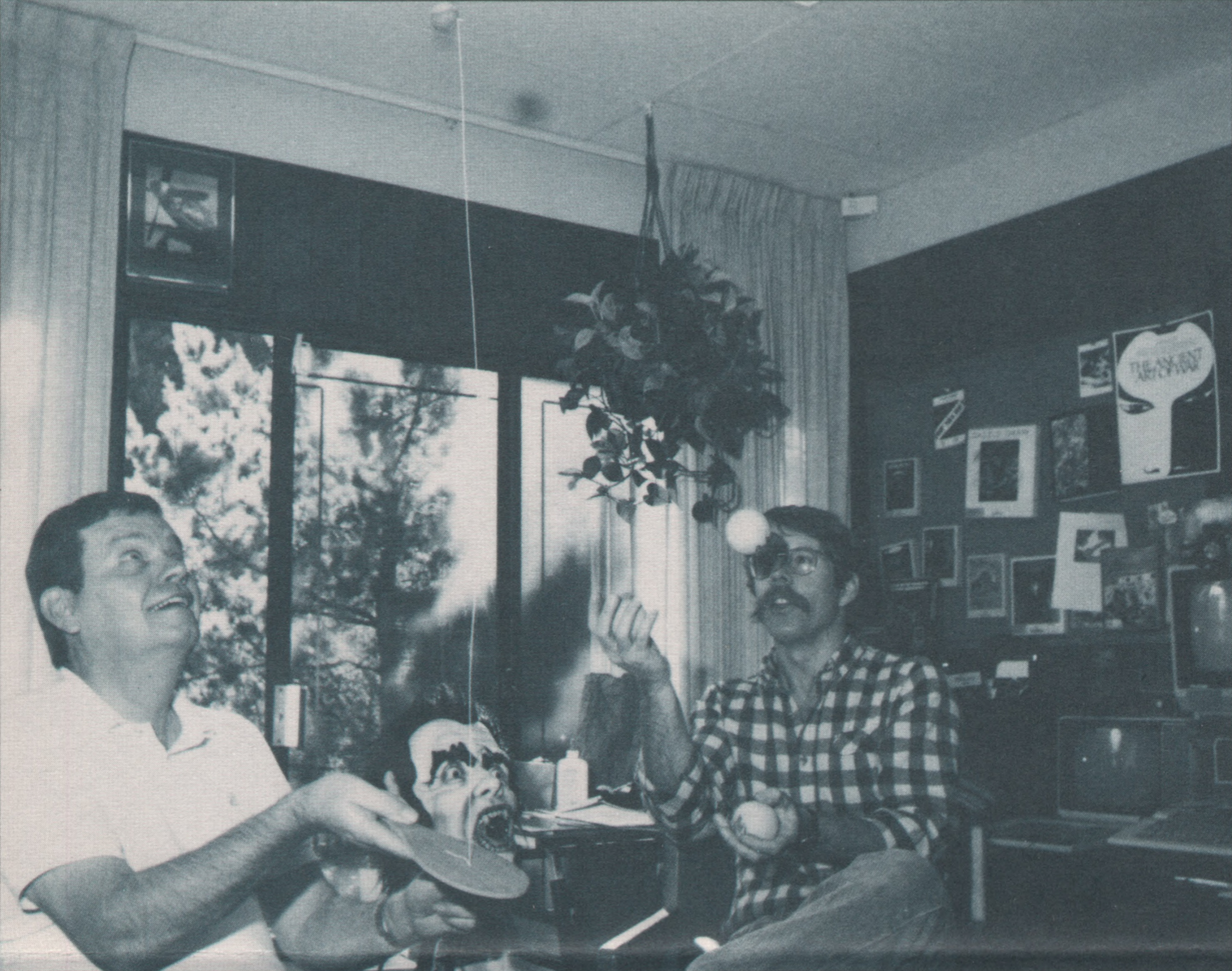
Raymond „Gene“ Portwood und Lauren Elliott (1986)

Die Entwicklung des Carmen-Sandiego-Spielprinzips geht auf mehrere bei Brøderbund beschäftigte Personen zurück. Firmenmitgründer Gary Carlston hatte in seiner Kindheit Gefallen an Geographie- und Geschichts-Quizzen gefunden und trug über Jahre eine vage Idee zu einem auf Geographiekenntnissen beruhenden Spiel mit sich. Der Programmierer Dane Bigham hatte in den späten 1970er-Jahren mit Begeisterung Colossal Cave Adventure gespielt, eines der ersten Textadventures. Während ihn das Spielprinzip fasziniert hatte, war er enttäuscht vom Interface in Form einer Texteingabe über die Tastatur. Er entwickelte während der Arbeitszeit auf dem dafür ausgelegten Heimcomputer Apple II ein graphisches Interface für ein fiktives Adventure. Für die praktische Anwendung entwarf er ein sehr grobes Konzept eines Adventures für Kinder, das vage auf dem Konzept des Kinderspiels Räuber und Gendarm basieren sollte. Interface und Konzept stellte er zwei kreativen Köpfen bei Brøderbund vor, dem Abteilungsleiter für Programmierung Raymond „Gene“ Portwood und Game Designer Lauren Elliott. Portwood, zu diesem Zeitpunkt schon über 50 Jahre alt, hatte in jungen Jahren als Zeichner an Disney-Filmen wie Dornröschen oder Susi und Strolch gearbeitet. Bigham, Portwood und Elliott überarbeiteten Bighams Konzept, bis es Portwood und Elliott gefiel. Entgegen Bighams Vorstellungen schlug Carlston vor, dem Spiel einen geographischen Überbau zu geben. Ihm schwebte eine Schnitzeljagd durch das England des 16. Jahrhunderts vor, bei der der Spieler sechs Kronen analog zu den sechs Ehefrauen von König Heinrich VIII. finden sollte; der von Carlston vorgeschlagene Arbeitstitel war Six Crowns of Henry VIII. Im Team wurde Carlstons Idee zu einer weltweiten Schnitzeljagd im Agentenmilieu umgearbeitet. Bigham zog sich etwas frustriert auf die Interface-Entwicklung des Spiels zurück, während Carlston den externen Autoren David Siefkin auftrieb, um ein Skript für das Spiel zu schreiben. Siefkin entwarf das finale Spielkonzept, das unter anderem eine Täterin namens Carmen Sandiego vorsah, basierend auf der portugiesisch-brasilianischen Sängerin und Schauspielerin Carmen Miranda. Die Brøderbund-Projektmanagerin Katherine Bird brachte die Idee ein, Carmen Sandiego zur Hauptfigur und Namenspatin des Spiels zu machen, da die Figur mutmaßlich sowohl männliche als auch weibliche Spieler ansprechen würde. Die meisten Charaktere des Spiels wurden nach Brøderbund-Angestellten modelliert, die optische Gestaltung der Carmen Sandiego orientierte sich beispielsweise an Marsha Bell, der damaligen Marketing-Chefin von Brøderbund.
Die Programmierung des Spiels oblag Dane Bigham. Bigham hatte sich ob der von Carlston initiierten Konzeptänderung gedanklich vom Spiel losgesagt, wurde aber von der Geschäftsführung gezwungen, das Projekt zu beenden.
Das Handbuch des Spiels enthält Dossiers zu allen Diebinnen und Dieben, so dass Zeugenaussagen und Dossiers miteinander abgeglichen werden können. Die Erstausgabe von 1985 enthielt das 930-seitige Nachschlagewerk The World Almanac and Book of Facts von Pharos Books in seiner damals aktuellen Ausgabe als Taschenbuch. Das Nachschlagewerk musste zum Lösen der Geographiefrage vor einer Beförderung herangezogen werden. Dass Informationen aus dem Buch sowie aus dem Handbuch im Spiel verwendet wurden, stellte im Prä-Internet-Zeitalter einen Kopierschutz dar.
Where in the World is Carmen Sandiego? erschien im Mai 1985 zunächst ausschließlich für Apple-II-Heimcomputer. 1986 folgten Portierungen für den Commodore 64 sowie Computer mit PC-kompatiblem DOS. 1988 erschien noch eine Portierung für den technisch zu diesem Zeitpunkt bereits veralteten, aber in den Vereinigten Staaten noch beliebten Heimcomputer TRS-80 CoCo. Das Spiel wurde zunächst als Entertainment-Programm vermarktet und fand anfangs wenig Resonanz. Nach etwa anderthalb Jahren hatte sich das Programm aber durch Mundpropaganda an US-amerikanischen Schulen herumgesprochen, und die Absatzzahlen vervielfachten sich. Carmen Sandiego wurde zu einem Standardprogramm an US-amerikanischen Schulen.
Im Mai 1988 veröffentlichte Brøderbund die „Enhanced“-Version des Spiels. Diese erschien auch für moderne 16-Bit-Computer wie den Commodore Amiga oder den Atari ST und wartete entsprechend mit verbesserter Grafik auf. Es wurden auch Portierungen für die Spielkonsolen PC Engine, Sega Mega Drive und Super NES erstellt. Die „Enhanced“-Version wurde ohne Almanach ausgeliefert und setzte stattdessen auf einen Software-Kopierschutz.
1991 erschien eine „Deluxe“-Ausgabe des Spiels, die Gebrauch von der hohen Speicherkapazität des damals für Computerspiele noch neuen Datenträgers CD-ROM machte und digitalisierte Bilder und Videoclips aus Beständen der National Geographic Society, vom Musiklabel Smithsonian Folkways lizenzierte Musik sowie teilweise Sprachausgabe präsentierte. In digitalisierter Form war wieder der Almanach enthalten.

### Nachfolger und Ableger
Der finanzielle Erfolg des Spiels führte zu mehreren Nachfolgespielen, die das generelle Spielprinzip beibehielten, aber spezifischere Regionen abdeckten oder Reisen in die Vergangenheit ermöglichten. Bereits 1986 folgte Where in the USA is Carmen Sandiego?; weiterhin erschienen Where in Europe is Carmen Sandiego?, Where in Time is Carmen Sandiego?, Where in America's Past is Carmen Sandiego?, Where in Space is Carmen Sandiego? und der erfolglose Prototyp einer nicht realisierten Serie mit Mikroregionen als Thema, Where in North Dakota is Carmen Sandiego?. 1991 startete die US-amerikanische TV-Senderkette PBS eine Spielshow für Kinder namens Where in the World is Carmen Sandiego?. In Deutschland wurde die Show unter dem Titel Jagd um die Welt – schnappt Carmen Sandiego von der ARD ausgestrahlt. Weitere Ableger des Formats waren Spielbücher, Romane, Comics und ein Brettspiel.

## Rezeption
Where in the World is Carmen Sandiego? war ein großer finanzieller Erfolg. Bis Dezember 1989 waren über 800.000 Kopien abgesetzt worden, was für ein Lernspiel ein sensationeller Erfolg war und es in eine Reihe mit Blockbustern wie Defender of the Crown oder F-15 Strike Eagle setzte. Stand 1987 gehörte es zu den drei finanziell erfolgreichsten C64-Spielen des Publishers Brøderbund. Zeitweilig war die Spieleserie für gut ein Viertel der Umsätze der Firma verantwortlich. Für die damalige Zeit ungewöhnlich war, dass das Spiel sowohl Jungen als auch Mädchen anzog, wobei sich beim Spielen geschlechtsspezifische Lösungswege zeigten.
Die deutsche Happy Computer bezeichnete Where in the World is Carmen Sandiego? als „raffiniertes Detektivspiel“. Redakteur Heinrich Lenhardt lobte die Grafik, die „alles aus dem Apple II heraus(hole), was machbar ist“. Er stellte den auf Grund stets neuer Konstellationen von Hinweisen und Reiserouten hohen Wiederspielwert des Spiels heraus. In einem erweiterten Review in einer späteren Ausgabe des Magazins wies Lenhardt darauf hin, dass das Spiel trotz seiner gewaltfreien Handlung und des „hintergründigen“ Lerneffekts nur bedingt für Kinder geeignet sei: Dem Anspruch nach sei es zwar für ältere Kinder geeignet, mangels Übersetzung seien aber mindestens „solide“ Englischkenntnisse vonnöten.
Das britische Printmagazin Computer Gamer sah es als eine spaßige Mischung aus Spiel und Geographie-Lernprogramm. Das Magazin lobte die Präsentation des Spiels und hob die cartoonartige Grafik und die eingängige, komplett menübasierte Steuerung hervor. Kritisiert wurde überraschenderweise das beiliegende Buch, das in seiner Informationsfülle „frustrierend“ sei. Das US-Magazin Computer Gaming World bezeichnete Where in the World... als „Lernspiel, dem man nicht ansieht, dass es ein Lernspiel ist“. Redakteur Roy Wagner stellte positiv heraus, dass der Spieler für Fehlschläge nicht bestraft, sondern lediglich für Erfolge belohnt werde, was für ein Lernspiel eine zu bevorzugende Vorgehensweise darstelle. Er lobte die Grafik und das Handbuch des Spiels und empfahl das Spiel für Familienabende und den Einsatz in Schulen. Die New York Times verglich den Status von Carmen Sandiego für PC-Spiele mit dem der Mario Brothers für Nintendo-Spiele.
Die US-Website Kotaku urteilte 2017 retrospektiv, Carmen Sandiego sei ein Meilenstein der Spielgeschichte, da es einerseits ein äußerst motivierendes Belohnungssystem besitze und sich andererseits das Nachschlagen von Informationen im Almanach wie tatsächliche Detektivarbeit anfühle. Der Ludohistoriker Jimmy Maher urteilte 2014, dass Carmen Sandiego im Internet-Zeitalter mit Hilfe der Online-Enzyklopädie Wikipedia in kürzester Zeit lösbar sei und wegen der durch den Speicherplatzmangel begrenzten Anzahl von Hinweisen schnell repetitiv wirke. Zum Zeitpunkt des Erscheinens habe das Spiel aber die große, weite Welt in die oft begrenzten Leben der Spieler gebracht. Das Spiel habe einen für damalige Verhältnisse bemerkenswert progressiven Ansatz zur Wissensvermittlung verfolgt. Es habe Schülern, die in den 1980er-Jahren oftmals mit einfachem Auswendiglernen von Fakten traktiert wurden, beigebracht, selbständig zu denken, und habe durch sein Belohnungssystem aufgezeigt, dass dies Spaß machen könne. Der Ludohistoriker Bob Clark stellte 2007 heraus, dass das Spielprinzip prinzipiell auf Adventure basiere – die Designer hätten einfach „exotische Länder“ über eine Basis gelegt, die im Kern dem Höhlen-und-Schätze-Prinzip des Adventure-Urahns entspreche. Ein wesentliches Element für die dem Spiel innewohnende Spannung sei das Zeitlimit, das jede Entscheidung des Spielers zu einem Risiko mache und zusätzlich den Wiederspielwert fördere.